# Formigos
Los formigos (denominados también hormigos) es una especie de tortilla de pan. Es habitual de la cocina asturiana. Se trata de una especie de gachas de harina que se relaciona etimológicamente con frumentum. En algunos tratados de culinaria española se menciona como un dulce elaborado con el caliostro de la leche. En algunos casos se considera un precursor medieval de las migas.

## Características
Se preparan los hormigos con panes planos (denominados hojuelas) elaborado con harina de trigo (o sémola de trigo o miga de pan). En algunas zonas se considera un pan frito. Al pan se le puede añadir leche, con el objeto de abandonar. A dicha torta se le pone cualquier alimento fluido. Estos alimentos pueden ser espinacas, lentejas, etc. En Asturias es conocido cuando se añade el puré de castañas con queso de afuega el pitu.

## Curiosidades
- Libro de buen amor aparece una mención a este plato.[8]
- En la "La lozana andaluza" (1528) se citan los "hormigos".[5]